# Handley Page H.P.42
Handley Page H.P.42 i H.P.45 – brytyjskie samoloty pasażerskie z 1930 roku. Służyły w brytyjskich liniach lotniczych od 1931 roku.
Samoloty zostały zaprojektowane dla linii Imperial Airways w wytwórni Handley Page mającą siedzibę w Hertfordshire.
H.P.42 i H.P.45 zewnętrznie niewiele się różniły. Różniły się przydzielonymi im zadaniami. H.P.42 przewidziano do lotów na trasach w Azji i Afryce Północnej. Natomiast H.P.45 miały latać na trasach europejskich.H.P.45 nosił również jeszcze dwie nazwy: H.P.42W (oznaczenie Zachodnie) i H.P.42E (oznaczenie Wschodnie).
Wybudowano 8 maszyn które brały udział w II wojnie światowej w siłach RAF. Do 1941 wszystkie maszyny uległy zniszczeniu bądź złomowaniu (przy tym żadna osoba nie poniosła śmierci).

## Literatura
- Barnes C. H., Handley Page Aircraft Since 1907, London: Putnam & Company, Ltd., 1987.
- Clayton Donald C., Handley Page, an Aircraft Album, Shepperton, Surrey, UK: Ian Allan Ltd., 1969
- H.P.42W. [dostęp 2009-12-17]. (ang.).